# Nagahoribashi (metropolitana di Osaka)
Nagahoribashi (長堀橋駅?, Nagahoribashi-eki) è una stazione della Metropolitana di Osaka situata nell'area centrale della città, lungo la strada Sakaisuji. La stazione offre l'interscambio fra le linee Sakaisuji e Nagahori Tsurumi-ryokuchi.

## Stazioni adiacenti
| «                               | Servizio        | »               |
| Linea Sakaisuji                 | Linea Sakaisuji | Linea Sakaisuji |
| ------------------------------- | --------------- | --------------- |
| Sakaisuji-Hommachi              | Locale          | Nippombashi     |
| Linea Nagahori Tsurumi-ryokuchi |                 |                 |
| Shinsaibashi                    | Locale          | Matsuyamachi    |